# Ян Олександр Олізар
Іван (Ян) Олександр Олізар-Волчкевич (пом. близько 1700) — руський шляхтич, військовик (ротмістр королівського війська (1663)), урядник. Підсудок Київської землі (1665—1699), був похований у домініканців у Луцьку.

## Життєпис
Батько — Людвик Олізар (пом. 1645, перша дружина — Гальшка Лозчанка, донька Лаврина та Ганни Гулевич — відомої фундаторки братських шкіл у Києві). Матір — друга дружина батька Францішка Дембінська (по його смерті вийшла за Уханського).
Дідич Коростишева. У 1669 році наважився зірвати коронаційний сейм. Був популярним серед своїх співзем'ян. Після смерті київського каштеляна Яроша Куропатницького шляхта Київського воєводства у 1697 і 1698 роках доручала своїм послам на Сейми підтримати його кандидатуру на вакантну посаду.
Перша дружина — Станішевська. Друга дружина — Теофіля Катерина Гошовська, вдова брацлавського каштеляна Станіслава Францішека Конецпольського (з ним мала сина Леонарда), з нею мав сина Адама.